# (2080) Jihlava
(2080) Jihlava es un asteroide perteneciente al cinturón de asteroides descubierto por Paul Wild desde el Observatorio de Berna-Zimmerwald, Suiza, el 27 de febrero de 1976.

## Designación y nombre
Jihlava fue designado al principio como 1976 DG.
Más adelante se nombró por la ciudad morava de Jihlava.

## Características orbitales
Jihlava orbita a una distancia media de 2,177 ua del Sol, pudiendo acercarse hasta 2,043 ua y alejarse hasta 2,31 ua. Tiene una inclinación orbital de 3,851 grados y una excentricidad de 0,06114. Emplea 1173 días en completar una órbita alrededor del Sol.

## Características físicas
La magnitud absoluta de Jihlava es 12,9 y el periodo de rotación de 2,709 horas.